# Élections cantonales valaisannes de 2025
Les élections cantonales valaisannes ont lieu le 2 mars 2025 afin de renouveler le Grand Conseil (61e législature) et le Conseil d'État du canton du Valais.

## Système électoral
Le Grand Conseil est le parlement monocaméral du canton du Valais, dont le gouvernement, appelé Conseil d'État, est composé de cinq membres. Tous deux sont renouvelés intégralement tous les quatre ans au suffrage universel direct.

### Grand Conseil
Le Grand Conseil est composé de 130 sièges pourvus pour quatre ans au scrutin proportionnel plurinominal dans des circonscriptions correspondant aux 12 districts et 2 demi-districts du canton. Il s'agit d'un scrutin de listes ouvertes avec vote préférentiel et panachage, soumis à un seuil électoral de 8% des suffrages exprimés. Aux 130 députés qui siègent s'ajoutent 130 députés suppléants, élus sur des listes séparées et dont la tâche est de remplacer les députés lorsque ceux-ci ne peuvent assister aux séances du Grand Conseil, ou des commissions, à l'exception notables des trois commissions dites de « haute surveillance » : commission de gestion, commission des finances et commission de justice.
Les listes sont dites ouvertes et les électeurs ont ainsi la possibilité de les modifier en rayant ou ajoutant des noms, d'effectuer un panachage à partir de candidats de listes différentes ou même de composer eux-mêmes leurs listes sur un bulletin vierge. Après décompte des résultats, les sièges sont répartis selon la méthode du quotient d'Hagenbach-Bischoff puis celle de la plus forte moyenne. Pour entrer dans la répartition des sièges, une liste doit dépasser le seuil électoral fixé à 8 %. Les apparentements de liste ne sont pas autorisés par la loi.
L'élection se déroule à la double proportionnelle avec six arrondissements eux-mêmes subdivisés en districts (12 districts et 2 demi-districts).

### Répartition

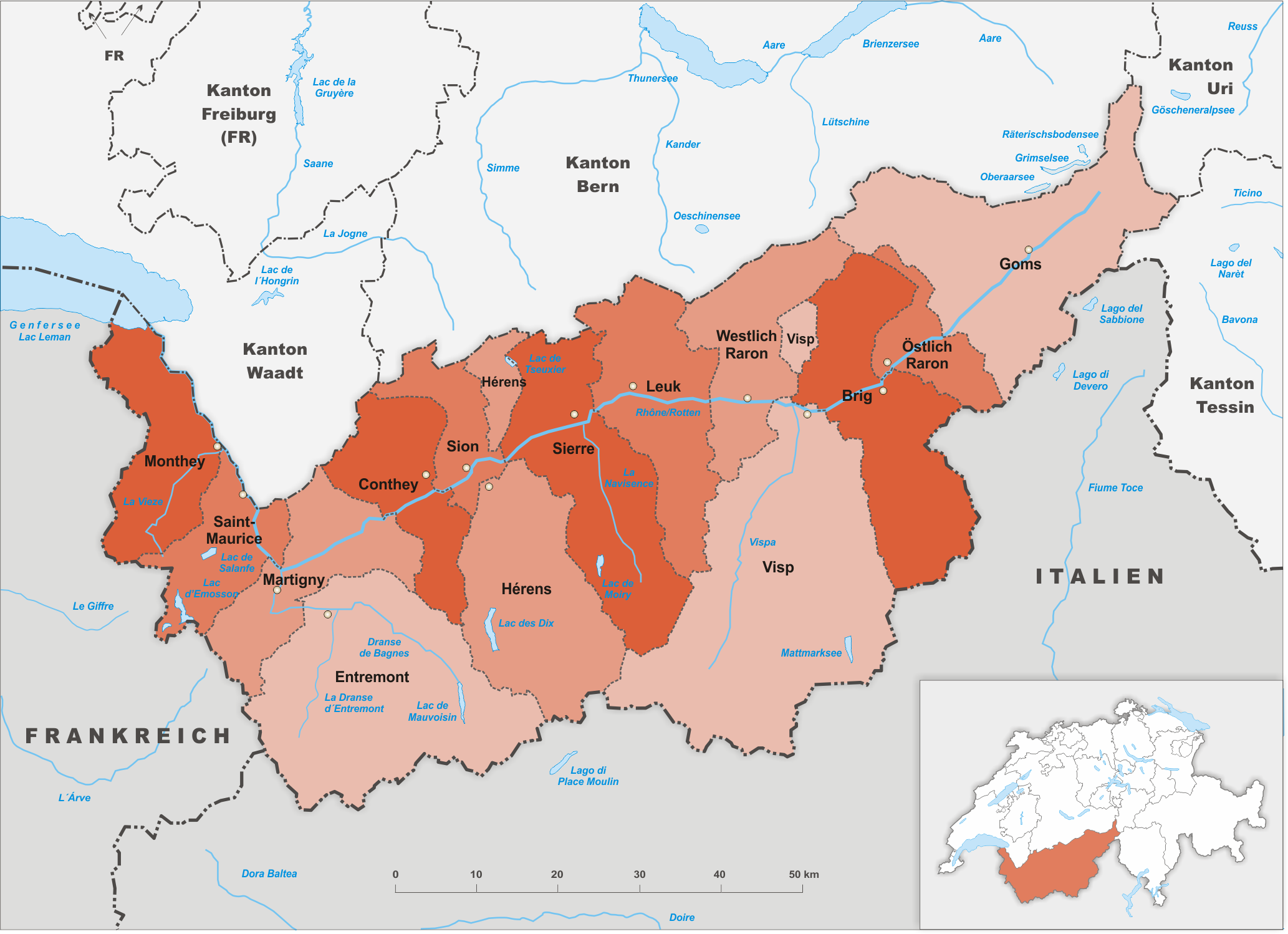
Le canton du Valais et ses districts.

Les sièges sont répartis par rapport à la population suisse vivant dans les différents districts au 31 décembre 2023. Le district de Saint-Maurice gagne un siège au profit de celui de Viège.
| Arrondissement | District           | Sièges |
| Brigue         | Conches            | 2      |
| Brigue         | Rarogne oriental   | 1      |
| Brigue         | Brigue             | 11     |
| Viège          | Viège              | 10     |
| Viège          | Rarogne occidental | 3      |
| Viège          | Loèche             | 5      |
| Sierre         | Sierre             | 17     |
| Sion           | Sion               | 18     |
| Sion           | Hérens             | 5      |
| Sion           | Conthey            | 11     |
| Martigny       | Martigny           | 18     |
| Martigny       | Entremont          | 6      |
| Monthey        | St-Maurice         | 6      |
| Monthey        | Monthey            | 17     |
| Total          | Total              | 130    |

### Conseil d'État
Les cinq sièges du Conseil d'État sont pourvus pour quatre ans au scrutin plurinominal majoritaire à deux tours dans une circonscription électorale unique cantonale. Les électeurs peuvent voter pour autant de candidats que de sièges à pourvoir, à raison d'une voix pour un candidat. Au premier tour, les candidats ayant obtenu la majorité absolue du nombre de bulletins valables sont élus. S'il reste des sièges à pourvoir, un second tour à la majorité relative est organisé et les candidats arrivés en tête sont élus.
La constitution garantit un conseiller d'État par région constitutionnelle (Haut-Valais, Valais Central et Bas-Valais). Les deux autres peuvent venir de n'importe quelle région du canton mais il ne peut y avoir plus d'un conseiller d'État issus du même district.
Le délai de candidature est fixé au 6 janvier 2025.

## Campagne

### Grand Conseil
Au total, 570 personnes se portent candidates pour l'élection au Grand Conseil, 295 pour la députation et 275 pour la suppléance.

### Conseil d'État
En octobre 2024, alors qu'une élection tacite se dessinait, Frédéric Favre (Parti libéral-radical) et Roberto Schmidt (Neo) annoncent qu'ils ne se représentent pas pour un troisième mandat,. Ces départs sont considérés comme des surprises. Contrairement à eux, Christophe Darbellay, Mathias Reynard et Franz Ruppen sont candidats à leur réélection.
Le Centre, qui a perdu sa majorité absolue en 2021, ne la revendique pas et présente deux candidats. Le sortant Christophe Darbellay est accompagné de la présidente de Zermatt Franziska Biner. Neo, le parti du conseiller d'État démissionnaire Roberto Schmidt, annonce dans un premier temps vouloir conserver son siège en évoquant notamment une candidature de Thomas Egger. Finalement, le parti ne présente pas de candidat et soutient les candidatures de Christophe Darbellay et Franziska Biner.
Le Parti libéral-radical souhaite conserver son siège obtenu en 2017 par Frédéric Favre. Le parti décide de ne présenter qu'une seule personne pour l'élection. Lors d'un vote interne, Stéphane Ganzer devance Sonia Tauss-Cornut et est désigné candidat du parti.
Les Verts présentent pour leur part Emmanuel Revaz, leur chef de groupe au Grand Conseil. De leur côté, les Vert'libéraux renoncent à présenter une candidature.
Avec six candidats, il s'agit du plus faible nombre de candidature depuis 1977. Au vu des forces en présence, le résultat semble « couru d'avance »,. 
En février, le candidat écologiste Emmanuel Revaz critique l'existence d'un « pacte de non-agression » informel entre les partis gouvernementaux (Centre, PLR, UDC, PS), qu'il accuse de verrouiller le jeu politique lors de ces élections.
À l'issue du premier tour des élections, seule Franziska Biner obtient la majorité absolue. Les trois conseillers d’État sortants Christophe Darbellay, Mathias Reynard et Franz Ruppen arrivent aux trois places suivantes, suivis du candidat PLR Stéphane Ganzer. Le candidat écologiste Emmanuel Revaz, arrivé en sixième position, annonce ne pas se présenter au second tour. Les autres candidats sont ainsi élus tacitement.

## Forces en présence

### Formations politiques
| Parti | Parti                          | Sigle | Tendance politique                 | Sièges en 2021 |
| ----- | ------------------------------ | ----- | ---------------------------------- | -------------- |
|       | Le Centre                      | LC    | centre droit/conservateur          | 40/130         |
|       | NEO – Le Centre social-libéral | NEO   | christianisme social/centre droit  | 8/130          |
|       | Parti libéral-radical          | PLR   | libéral/radical/centre droit       | 27/130         |
|       | Union démocratique du centre   | UDC   | conservateur/libéral/souverainiste | 22/130         |
|       | Parti socialiste               | PS    | social-démocrate                   | 20/130         |
|       | Les Verts                      | PES   | écologiste                         | 13/130         |

En juin 2023 le Centre Gauche-PCS, qui avait obtenu 4 élus en 2021 en tant qu’allié du PS, annonce sa dissolution. Les 4 députés continuent de siéger dans le groupe socialiste au Grand Conseil. 

### Candidats au Conseil d'État
| Candidat | Candidat             | Parti     |
| -------- | -------------------- | --------- |
|          | Franziska Biner      | Le Centre |
|          | Christophe Darbellay | Le Centre |
|          | Stéphane Ganzer      | PLR       |
|          | Emmanuel Revaz       | Les Verts |
|          | Mathias Reynard      | PS        |
|          | Franz Ruppen         | UDC       |

## Résultats

### Conseil d’État
| Candidats                | Candidats                | Partis                   | Premier tour | Premier tour | Second tour     | Second tour     |
| Candidats                | Candidats                | Partis                   | Voix         | %            | Voix            | %               |
| ------------------------ | ------------------------ | ------------------------ | ------------ | ------------ | --------------- | --------------- |
|                          | Franziska Biner          | LC                       | 51 149       | 50,72        | Élue            | Élue            |
|                          | Christophe Darbellay     | LC                       | 41 376       | 41,03        | Élection tacite | Élection tacite |
|                          | Mathias Reynard          | PS                       | 41 368       | 41,02        | Élection tacite | Élection tacite |
|                          | Franz Ruppen             | UDC                      | 37 341       | 37,03        | Élection tacite | Élection tacite |
|                          | Stéphane Ganzer          | PLR                      | 32 692       | 32,42        | Élection tacite | Élection tacite |
|                          | Emmanuel Revaz           | PES                      | 19 540       | 19,38        | Retrait         | Retrait         |
|                          |                          |                          |              |              |                 |                 |
| Votes valides            | Votes valides            | Votes valides            | 100 839      | 97,38        |                 |                 |
| Votes blancs             | Votes blancs             | Votes blancs             | 950          | 0,92         |                 |                 |
| Votes nuls               | Votes nuls               | Votes nuls               | 1 758        | 1,70         |                 |                 |
| Total                    | Total                    | Total                    | 103 547      | 100          |                 |                 |
| Abstention               | Abstention               | Abstention               | 123 667      | 54,43        |                 |                 |
| Inscrits / participation | Inscrits / participation | Inscrits / participation | 227 214      | 45,57        |                 |                 |

### Grand Conseil

#### Au niveau cantonal
Chaque électeurs a un nombre de suffrages à distribuer égal au nombre de candidats à élire dans son district. A cause de cela les autorités ne fournissant pas de résultats au niveau cantonal en nombre de voix. Le nombre de "voix" par parti indiqué ici est par conséquent obtenu en additionnant les "suffrages pondérés" obtenu par un parti (calculés par l'administration cantonale) dans chaque district.
|                           |                                |                              |                        |         |       |      |        |               |  |  |  |  |  |  |  |
| Parti                     | Parti                          | Parti                        | Parti                  | Voix    | %     | +/-  | Sièges | +/-           |  |  |  |  |  |  |  |
|                           |                                | Le Centre                    | LC                     | 32 835  | 33,86 | 4,54 | 42     | 6             |  |  |  |  |  |  |  |
|                           | NEO – Le Centre social-libéral | NEO                          | 6 278                  | 6,47    | Nv    | 7    | 7      |               |  |  |  |  |  |  |  |
| Total coalition du centre | Total coalition du centre      | LC                           | 39 113                 | 40,34   | 1,94  | 49   | 1      |               |  |  |  |  |  |  |  |
|                           | Union démocratique du centre   | Union démocratique du centre | UDC                    | 18 906  | 19,50 | 2,61 | 26     | 4             |  |  |  |  |  |  |  |
|                           | Parti libéral-radical          | Parti libéral-radical        | PLR                    | 17 501  | 18,05 | 1,69 | 27     | en stagnation |  |  |  |  |  |  |  |
|                           | Parti socialiste               | Parti socialiste             | PS                     | 13 819  | 14,25 | 0,38 | 20     | en stagnation |  |  |  |  |  |  |  |
|                           | Les Verts                      | Les Verts                    | PES                    | 6 525   | 6,73  | 2,38 | 8      | 5             |  |  |  |  |  |  |  |
|                           | Vert'libéraux                  | Vert'libéraux                | PVL                    | 1 095   | 1,13  | 0,52 | 0      | en stagnation |  |  |  |  |  |  |  |
|                           |                                |                              |                        |         |       |      |        |               |  |  |  |  |  |  |  |
| Suffrages pondérés        | Suffrages pondérés             | Suffrages pondérés           | Suffrages pondérés     | 96 959  | -     |      |        |               |  |  |  |  |  |  |  |
| Votes valides             | Votes valides                  | Votes valides                | Votes valides          | 100 941 | 97,54 |      |        |               |  |  |  |  |  |  |  |
| Votes blancs              | Votes blancs                   | Votes blancs                 | Votes blancs           | 1 033   | 1,00  |      |        |               |  |  |  |  |  |  |  |
| Votes nuls                | Votes nuls                     | Votes nuls                   | Votes nuls             | 1 509   | 1,46  |      |        |               |  |  |  |  |  |  |  |
| Total                     | Total                          | Total                        | Total                  | 103 483 | 100   | –    | 130    | en stagnation |  |  |  |  |  |  |  |
| Abstentions               | Abstentions                    | Abstentions                  | Abstentions            | 123 739 | 54,46 |      |        |               |  |  |  |  |  |  |  |
| Inscrits/Participation    | Inscrits/Participation         | Inscrits/Participation       | Inscrits/Participation | 227 222 | 45,54 |      |        |               |  |  |  |  |  |  |  |

#### Résultats par districts
| District           | Le Centre | Le Centre | Le Centre | UDC   | PLR   | PS-EA | PES  | PVL  |
| District           | LC VR     | LC HV     | NEO       | UDC   | PLR   | PS-EA | PES  | PVL  |
| District           |           |           |           |       |       |       |      |      |
| Conches            |           | 28,5      | 33,3      | 30,8  |       | 7,3   | 7,3  |      |
| Rarogne-oriental   |           | 53,6      |           | 26,7  | 7,0   | 12,6  | 12,6 |      |
| Brigue             |           | 47,7      | 13,0      | 23,5  |       | 13,9  | 13,9 | 2,0  |
| Viège              |           | 39,4      | 23,1      | 22,0  | 9,0   | 6,5   | 6,5  |      |
| Rarogne-occidental |           | 50,1      | 24,6      | 20,5  |       | 4,8   | 4,8  |      |
| Loèche             |           | 37,0      | 29,5      | 22,3  |       | 11,2  | 11,2 |      |
| Sierre             | 29,9      |           |           | 16,2  | 27,1  | 16,7  | 8,8  | 1,2  |
| Hérens             | 38,6      |           |           | 23,7  | 12,9  | 16,9  | 7,9  |      |
| Sion               | 28,4      |           |           | 17,8  | 17,4  | 21,3  | 12,8 | 2,2  |
| Conthey            | 34,6      |           |           | 19,6  | 24,4  | 14,9  | 6,6  |      |
| Martigny           | 24,1      |           |           | 16,6  | 33,7  | 14,8  | 9,3  | 1,4  |
| Entremont          | 47,1      |           |           | 15,9  | 21,2  | 12,4  |      | 3,3  |
| St-Maurice         | 27,8      |           |           | 11,2  | 26,3  | 20,9  | 12,4 | 1,6  |
| Monthey            | 25,1      |           |           | 21,9  | 26,3  | 18,8  | 6,8  | 1,1  |
| Valais             | 40,34     | 40,34     | 40,34     | 19,50 | 18,05 | 14,25 | 6,73 | 1,13 |